# Tuberculosa harveyi
Espèce
Tuberculosa harveyi est une espèce d'araignées aranéomorphes de la famille des Lycosidae.

## Distribution
Cette espèce est endémique du Territoire du Nord en Australie

## Étymologie
Cette espèce est nommée en l'honneur de Mark Stephen Harvey.

## Publication originale
- Framenau & Yoo, 2006 : Systematics of the new Australian wolf spider genus Tuberculosa (Araneae: Lycosidae). Invertebrate Systematics, vol. 20, no 2, p. 185-202.